# Niklas Mayrhauser
Niklas Mayrhauser (* 1. November 1993 in Linz) ist ein ehemaliger österreichischer Eishockeyspieler, der vor allem beim EHC Linz in der Österreichischen Eishockey-Liga aktiv war.

## Karriere
Mayrhauser begann seine Karriere in der Jugendabteilung des EHC Linz, in dessen zweiter Mannschaft er bereits als 15-Jähriger in der Oberliga, der dritthöchsten österreichischen Spielklasse, debütierte. In der Folgesaison kam er auch zu ersten Einsätzen in der österreichischen Eishockeyliga. Die Spielzeit 2012/13 verbrachte er in den Vereinigten Staaten, wo er für die Fairbanks Ice Dogs und die Aberdeen Wings in der North American Hockey League aktiv war. Nach seiner Rückkehr nach Österreich spielte er zunächst für das Nachwuchsteam des EC Red Bull Salzburg in der Molodjoschnaja Chokkeinaja Liga, einer russisch dominierten Nachwuchsliga. Ab 2014 spielte er wieder für seinen Stammverein aus Linz in der Österreichischen Eishockeyliga. Ende 2015 war er für acht Spiele an den EK Zell am See aus der Inter-National-League ausgeliehen.
2017 beendete er seine Profikarriere und war anschließend noch auf Amateurniveau für den ESV Waldkirchen, die Amateure des EHC Linz sowie den ATSV Steyr aktiv.

### International
Mayrhauser spielte für Österreich bisher lediglich im Juniorenbereich. Er nahm an den U18-Weltmeisterschaften 2010 in der Division I und 2011 in der Division II sowie den U2-Weltmeisterschaften der Division I 2012 und 2013 teil.

## Erfolge und Auszeichnungen
- 2011 Aufstieg in die Division I bei der U18-Weltmeisterschaft der Division II, Gruppe A

## Karrierestatistik
(Legende zur Spielerstatistik: Sp oder GP = absolvierte Spiele; T oder G = erzielte Tore; V oder A = erzielte Assists; Pkt oder Pts = erzielte Scorerpunkte; SM oder PIM = erhaltene Strafminuten; +/− = Plus/Minus-Bilanz; PP = erzielte Überzahltore; SH = erzielte Unterzahltore; GW = erzielte Siegtore; 1 Play-downs/Relegation; Kursiv: Statistik nicht vollständig)